# Поухатаны

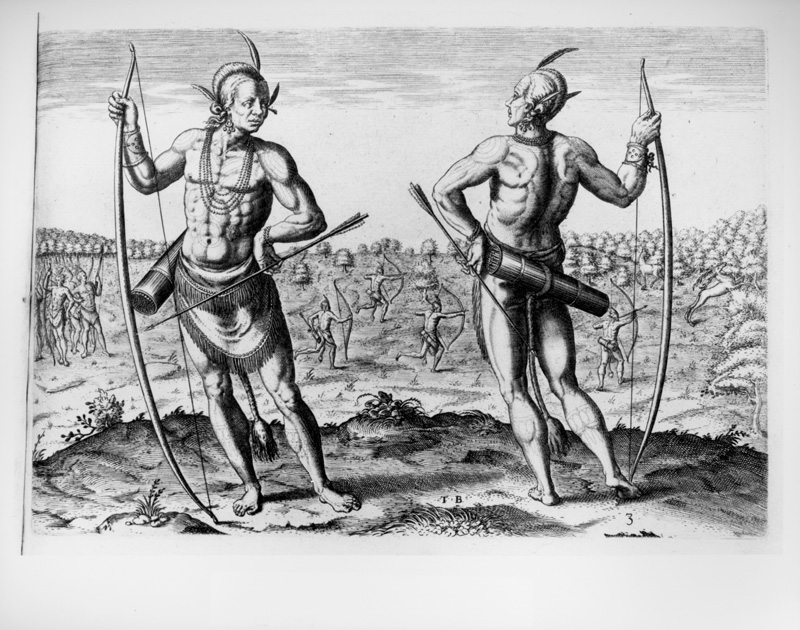
Поухатаны

Поухатаны (традиционное написание, правильнее поватены, Powhatan, Powatan, Powhaten, Powhatan Renape) — название одного из индейских племён штата Виргиния. Поухатаны были доминирующим племенем в Поухатанской конфедерации, существовавшей в начале XVII века и состоявшей из 14—21 тыс. человек, когда первые английские поселенцы основали город Джеймстаун. Также поухатаны известны как «виргинские алгонкины», поскольку поухатанский язык относится к алгонкинской семье.
Название «поухатаны» происходит от титула Великого вождя (mamanatowick) по имени Вахунсунакок, с которым встретились первые английские колонисты. Самоназвание — «ренапе», буквально означающее «люди», находится в родстве со словом «ленапе» — самоназванием племени делаваров.
После смерти Поухатана в 1618 году племена возглавил его брат Опечанканау, который враждебно относился к англичанам и повёл борьбу за их уничтожение. В ответ на его широкомасштабные атаки в 1622 и 1644 годах англичане ответили репрессиями против племени, которые чуть было не привели к его полному уничтожению. К 1646 году Поухатанская конфедерация перестала существовать, отчасти из-за занесённых европейцами инфекционных болезней.
К этому времени в колониях возникла отчаянная нужда в рабочих руках. Почти половина прибывавших в колонии белых служили батраками. По мере расширения колоний европейцы стали ввозить африканских рабов, и к 1700 году их количество составило около 6000 человек — двенадцатая часть населения. Чёрные рабы, а иногда и белые батраки, не выдержав сурового обращения, нередко бежали и присоединялись к жившим в окрестностях поухатанам. В результате возникло много смешанных браков между африканцами, белыми и коренным населением (см. меланджены). После восстания Бэкона в 1676 году власти колонии обратили индейцев в рабство. В 1691 году Палата бюргеров приняла решение об отмене индейского рабства, однако фактически многие поухатаны находились в рабстве и в XVIII веке.
В XXI веке власти штата признали несколько индейских племён потомками Поухатанской конфедерации. Из них, однако, только паманки и маттапони сохранили в резервации свои исконные земли с 1600-х годов. Благодаря браку дочери поухатанского вождя Покахонтас с Джоном Рольфом часть знатных семейств Виргинии через их сына Томаса Рольфа имеет частично индейское происхождение.